# EBS 헬로 루키 콘테스트
EBS 헬로 루키 콘테스트는 EBS 스페이스 공감에서 2007년에 시작된 신인 발굴에 목적을 둔 음악 경연회이다. 매달 동영상 심사와 공개오디션을 통해 선정된 2팀을 EBS 스페이스 공감의 무대에서 '이 달의 헬로루키'로 소개해왔으며, 지원 자격은  음반을 발매한 적이 없거나, 최초로 낸 음반의 발매가 2년을 넘지 않는 국내에서 활동하고 있는 신인 뮤지션에게 주어진다. 2008년 부터 대한민국 문화체육관광부가 주최, 한국콘텐츠진흥원이 공동 주관하는 형태가 되었다. 헬로 루키 콘테스트는 대한민국의 신인 인디 밴드들이 유명해지는데 발판이 되는 가장 대표적인 경연회로 평가받으며, 국카스텐, 장기하와 얼굴들, 잠비나이와 같은 밴드들이 이 프로그램을 통해 처음 유명해지게 되었다.

## 대회 진행

### 2008년
2008년 11월 29일 광장동 멜론악스에서 열린 《2008 인디뮤직 페스타 헬로루키 OF THE YEAR》에는 국카스텐, 한음파, 고고스타, 드라이 플라워, 장기하와 얼굴들, 마제, 바플라이 등 7개팀이 올해의 헬로루키 최종후보로 선정되어 출전했다. 차승우, 장윤주가 MC를 맡았으며 김창완 밴드와 언니네이발관이 축하공연을 펼치고 문샤이너스가 오프닝 무대를 장식했다.

### 2009년
2009년 11월 14일 펜싱경기장에서 열린 《한국대중음악축제 - 올해의 헬로 루키》에는 데이브레이크, 박주원, 아폴로 18, 흠, 노리플라이, 텔레파시, 좋아서 하는 밴드 등 7개팀이 출전했다. 이 무대에는 위 7개팀뿐 아니라 김수철, 이승환, 피아, 장기하와 얼굴들, 국카스텐, 한음파, 검정치마, 브로콜리 너마저, 슈프림팀이 출연했고, MC를 맡은 김C와 장윤주가 밴드 뜨거운 감자와 함께 오프닝 무대를 장식했다.

### 2010년
2010년 12월 4일 고대 화정체육관에서 열린 《EBS 스페이스 공감 Special Live - 2010 올해의 헬로 루키》에는 더 유나이티드93, 랄라스윗, 프렌지, 야야, 김나현밴드, 가자미소년단, 더 큅 등 7개팀이 출전했다. 이 무대에는 위 7개팀뿐 아니라 봄여름가을겨울, 크라잉넛, 클래지콰이, 스윗 소로우, 국카스텐, 아폴로 18, 슈프림팀이 출연했고, MC를 맡은 장기하와 장윤주가 오프닝 무대를 장식했다.

### 2011년
2011년 11월 18일 악스코리아에서 열린 《EBS 스페이스 공감 Special Live - 2011 올해의 헬로 루키》에는 최고은, 바이바이배드맨, 잠비나이, 이스턴 사이드 킥, 슈퍼8비트, 일렉트릭바이저, 페이션츠 등 7개팀이 출전했다. 이 무대에는 위 7개팀뿐 아니라 이승환, 가리온, 갤럭시 익스프레스, 야야가 출연했고, MC는 이승환과 호란이 맡았다.

### 2012년
2012년 12월 7일 악스코리아에서 열린 《EBS 스페이스 공감 Special Live - 2012 올해의 헬로 루키》에는 구텐버즈, 마일스 어웨이, 박소유, 베인스, 적적해서 그런지, 전기뱀장어, 코어매거진 총7개 팀이 결선진출하였다. 이승환과 윤하가 사회를 맡았으며 데이브레이크, 바이바이배드맨, 크라잉넛이 축하무대를 꾸몄다.

### 2013년
2013년 11월 9일 유니클로 악스에서 열린 《EBS 스페이스 공감 Special Live - 2013 올해의 헬로 루키》에는 청년들, 라운드헤즈, 아시안 체어샷, ECE, 로큰롤라디오, 스쿼시바인즈 총6개 팀이 결선진출하였다. 이승환과 옥상달빛이 사회를 맡았으며 코어매거진, 헬로루키 OB스페셜(게이트 플라워즈, 이정훈, 백준명), 델리 스파이스가 축하무대를 꾸몄다.

### 2014년
2014년 11월 8일 악스코리아에서 열린 《EBS 스페이스 공감 Special Live - 2014 올해의 헬로 루키》에는 크랜필드, 데드버튼즈, we hate jh, 아즈버스, 파블로프, MAN 총6개 팀이 결선진출하였다. 이승환과 레이디 제인이 사회를 맡았으며 로큰롤라디오, 이디오테잎, 헬로루키 OB스페셜(데이브레이크X로맨틱펀치), 전인권 밴드가 축하무대를 꾸몄다.

### 2015년
2015년 11월 14일 악스코리아에서 열린 《2015 올해의 헬로루키》에는 보이즈 인 더 키친, 얼스바운드, 에이퍼즈, 전범선과 양반들, DTSQ, 57 총6팀이 결선에 진출하였다. 이승환과 최희가 사회를 맡았으며 함춘호&장필순, 국카스텐, 솔루션스X칵스, 크랜필드가 축하무대를 꾸몄다.

### 역대 수상자
| 연도   | 대상           | 심사위원 특별상 | 인기상           | 이달의 헬로루키 |
| ------ | -------------- | --------------- | ---------------- | --- |
| 2007년 | -              | -               | -                | - 7월 - 폰부스, 오지은, 마리서사 - 8월 - 라루나, 코튼캔디, 이어 픽 - 9월 - 로로스, 위칭 데이, 킥스카치 - 10월 - 로빈이 토끼란 사실을 알고 있었나, 레나타 수이사이드, 자보 아일랜드 - 11월 - 안녕바다, 차미 프로젝트, 21스콧                                                                                |
| 2008년 | 국카스텐       | 한음파          | 장기하와 얼굴들  | - 5월 - 아름다운, Zoo - 6월 - 나비, 비둘기우유, 국카스텐 - 7월 - 필름스타, 데미안 더 밴드, 한음파 - 8월 - 고고스타, 루네, 김철연 - 9월 - 루나틱, 드라이 플라워, 장기하와 얼굴들 - 10월 - 폴라로이드, 마제, 아이러닉 휴 - 11월 - 메리제인, 이영훈, 바플라이 - 12월 - 치즈스테레오, 스윗게릴라즈, 더스티블루 |
| 2009년 | 아폴로18       | 텔레파시        | 좋아서 하는 밴드 | - 5월 - 커피, 소울 스테디 락커스, 악퉁 - 6월 - 제8극장, 빅터 뷰, 텔레파시 - 7월 - 후나, 시와, 나비맛 - 8월 - 로맨틱펀치, 아폴로18, 고고보이스 - 9월 - 굴소년단, 흠, 몽니 - 10월 - 좋아서 하는 밴드, 게이트 플라워즈, 노리플라이 - 11월 - 박주원, 포니, 데이브레이크, 칵스                                  |
| 2010년 | 야야           | 가자미소년단    | 랄라스윗         | - 6월 - 포, 윈디캣 - 7월 - 텔레플라이, 노이지 - 8월 - 더 유나이티드93, 아침 - 9월 - 랄라스윗, 프렌지 - 10월 - 야야, 김나현밴드, 가자미소년단 - 11월 - 김잔디밴드, 더 큅 |
| 2011년 | 바이바이배드맨 | 잠비나이        | 이스턴 사이드 킥 | - 6월 - 최고은, 바이바이배드맨 - 7월 - 잠비나이, 이스턴 사이드 킥, 보니 - 8월 - 조길상, 슈퍼8비트 - 9월 - 이슈타르, 노리스펙트포뷰티 - 10월 - 과매기, 꿈에 카메라를 가져올 걸 - 11월 - 일렉트릭 바이저, 페이션츠, 니케아                                                                                   |

| 연도   | 대상                 | 우수상            | 심사위원 특별상 | 이달의 헬로루키 | 와일드카드 |
| ------ | -------------------- | ----------------- | --------------- | --- | --- |
| 2012년 | 코어매거진           | 적적해서 그런지   | 마일스 어웨이   | - 6월 - 누키, 마일스 어웨이 - 7월 - 전기뱀장어, 베인스 - 8월 - 코어매거진, 비밀리에 - 9월 - 적적해서 그런지, 아홉 번째 - 10월 - 구텐버즈, 블락스 - 11월 - 박소유, 프롬 | - |
| 2013년 | 로큰롤라디오         | 아시안체어샷      | ECE             | - 5월 - 로큰롤라디오, 아시안체어샷 - 6월 - 사우스 카니발, 스쿼시바인즈 - 7월 - ECE, 24아워즈 - 8월 - 청년들, 라운드헤즈 - 9월 - 스퀘어 더 써클, 에이프릴 세컨드        | - 5월 와일드카드 - 스쿼시바인즈 - 6월 와일드카드 - - 7월 와일드카드 - 후후 - 8월 와일드카드 - 리터, 선인장 - 9월 와일드카드 - 로만티카                                                  |
| 2014년 | 크랜필드             | 아즈버스          | 파블로프        | - 5월 - 크랜필드, 권나무 - 6월 - 더 베거스, 모노반 - 7월 - 데드 버튼즈, 아즈버스 - 8월 - 더 루스터스, 파블로프 - 9월 - 이상의 날개, MAN                                | - 5월 와일드카드 - We hate JH - 6월 와일드카드 - 굿바이모닝 - 7월 와일드카드 - 유근호 - 8월 와일드카드 - - 9월 와일드카드 -                                                             |
| 2015년 | 에이퍼즈             | 보이즈 인 더 키친 | 57              | - 5월 - 에이퍼즈, 웨이스티드 쟈니스 - 6월 - 얼스바운드, 보이즈 인 더 키친 - 7월 - DTSQ, 박준하 - 8월 - Plugged Classic, 빛과소음 - 9월 - 해일, Room306                 | - 5월 와일드카드 - 써드체어, 안온 - 6월 와일드카드 - 시져 - 7월 와일드카드 - 플러그드클래식(Plugged Classic) - 8월 와일드카드 - 전범선과 양반들, 그린돌핀스트리트 - 9월 와일드카드 - 57 |
| 2016년 | 실리카겔             | 줄리아드림        | 안다영밴드      | - 5월 - 로 바이 페퍼스, 실리카겔 - 6월 - 더 한즈, 호아 - 7월 - 안다영 밴드, 줄리아드림 - 8월 - 오왠, 블루터틀랜드 - 9월 - 악어들, 이설아                               | - 와일드카드 - 익시 |
| 2018년 | 우주왕복선싸이드미러 | 설                | 데카당          | - 상반기 - 공중그늘, 로니 추, 옥민과땡여사, 우자앤쉐인, 키스누 - 하반기 - 설, 데카당, 비단종, 우주왕복선싸이드미러, 유하                                               | |
| 2019년 | 애리                 | 차세대            | 겨울에서봄      | - 상반기 - 김성화 그룹, 모노디즘, 담예, 오열, 애리 - 하반기 -차세대, 두억시니, 겨울에서봄, 김뜻돌, 버둥                                                                | |
| 2022년 | 직소쿠리클럽         | 다정              | 화노            | - 결선 진출 팀 - 직소쿠리클럽, 다정, 화노, 모스크바서핑클럽, 한로로, 투즈데이비치클럽 - 본선 진출 팀 - 숨비, 코토바, 르손, 로우 행일 프루츠                            | |